# Bodhisattva
Bodhisattva  (en sánscrito: बोधिसत्त्व o Bodhisatva; chino: 菩薩, pinyin: púsà) es un término propio del budismo que alude a alguien embarcado en el camino del Buda de manera significativa, es decir, cualquier persona que está en el camino hacia la budeidad. 
En las escuelas budistas tempranas, así como en el budismo Theravada moderno, un bodhisattva (en pali: bodhisatta) se refiere a cualquier persona que haya tomado la resolución de convertirse en un buda y que haya también recibido una confirmación o predicción de manos de un buda viviente de que así será.El término se utilizaba principalmente para referirse al Buda Shakyamuni (como se conoce a Siddhartha Gautama) en sus vidas anteriores. Las historias de sus vidas previas, los Jatakas, describen los esfuerzos del bodhisattva por cultivar las cualidades, entre ellas la moralidad, el autosacrificio y la sabiduría, que lo definirán como un buda.
Posteriormente, y especialmente en el budismo mahayana, un bodhisattva se refiere a cualquiera que haya generado bodichita, un deseo espontáneo y una mente compasiva para alcanzar la budeidad en beneficio de todos los seres sintientes.Según las enseñanzas mahayana, a lo largo de la historia del universo, que no tuvo principio, muchos se han comprometido a convertirse en budas. Como resultado, el universo está lleno de una amplia gama de budas potenciales, desde aquellos que recién comienzan el camino de la budeidad hasta aquellos que han pasado vidas enteras en el entrenamiento y han adquirido así poderes sobrenaturales. Estos bodhisattvas «celestiales» son funcionalmente equivalentes a los budas en cuanto a su sabiduría, compasión y poderes: su compasión los motiva a ayudar a los seres ordinarios, su sabiduría les informa cuál es la mejor manera de hacerlo y sus poderes acumulados les permiten actuar de manera milagrosa.
Es un término compuesto: bodhi («supremo conocimiento», iluminación) y sattva (ser). El elaborado concepto se refiere pues a un ser sintiente o sattva que desarrolla bodhi o iluminación, poseyendo así la psique del boddisattva, descrita como aquel que trabaja para desarrollar y ejemplificar la bondad amorosa (metta), la compasión (karuṇā), la alegría empática (mudita) y la ecuanimidad (upeksa). Estas cuatro virtudes son las cuatro moradas divinas, llamadas brahmavihara (incomensurables). Así pues, hace referencia a un ser embarcado en búsqueda de la suprema iluminación, no solo en beneficio propio, sino en el de todos; se busca no solo la salvación individual, sino la colectiva. El principio del ideal del bodhisattva es uno de los más importantes principios del budismo, de acuerdo a Sangharakshita.
El practicante budista toma el voto del bodhisattva en su aspiración a llegar a ser un bodhisattva, motivado por una gran compasión y compromiso de generar bodhicitta, un deseo espontáneo de alcanzar la budeidad (o última iluminación) en beneficio de todos los seres sensibles.
Los bodhisattvas son figuras comunes en la literatura y el arte budistas. Un tema llamativo en la literatura popular es el de la grandeza oculta de los bodhisattvas. En numerosas historias, individuos comunes o incluso claramente humildes se revelan como grandes bodhisattvas que han asumido formas comunes para salvar a otros. La lección de estos cuentos es que, como uno nunca puede distinguir entre pobres y divinidades, uno debe tratar a todos los demás como si fueran estas últimas. En el folclore popular, los bodhisattvas aparecen como algo así como deidades salvadoras, un papel que adquirieron tanto a través de la evolución de ideas anteriores como a través de la fusión con dioses locales ya existentes.
Una mitología particularmente importante en Asia Oriental es la de Dharmakara, un boddhistava cuyos votos, según el Sutra de la Tierra Pura, se cumplieron cuando se convirtió en el Buda Amitābha. Bodhisattvas reconocidos en todo el budismo incluyen a Maitreya, quien sucederá a Shakyamuni como el próximo buda en este mundo, y Avalokiteshvara, conocido en el Tíbet como Spyan ras gzigs (Chenrezig), en China como Guan Yin (Kuan-yin) y en Japón como Kannon. Aunque todos los bodhisattvas actúan compasivamente, Avalokiteshvara es considerado la encarnación del principio abstracto de la compasión. Bodhisattvas de importancia más localizada incluyen a Tārā en el Tíbet y Jizō en Japón.

## En el budismo temprano y Theravāda
En el budismo primigenio, el término bodhisattva se usa para referirse a alguien que está en el camino de la budeidad. De este modo, el término se utiliza en los textos más antiguos para referirse al Buda Gautama en sus vidas anteriores y a su juventud en su vida actual, en el periodo en el que trabajaba hacia su propia liberación. Así, su presente encarnación o anteriores encarnaciones son personificadas como una serie de pruebas existenciales cuya resolución lo irá acercando a realizar la completa iluminación. Este punto de vista está presente todavía en el budismo Theravāda, en donde se conserva el primigenio ideal del Arhat y el término bodhisattva se usa para referirse a la evolución histórica del Buda.

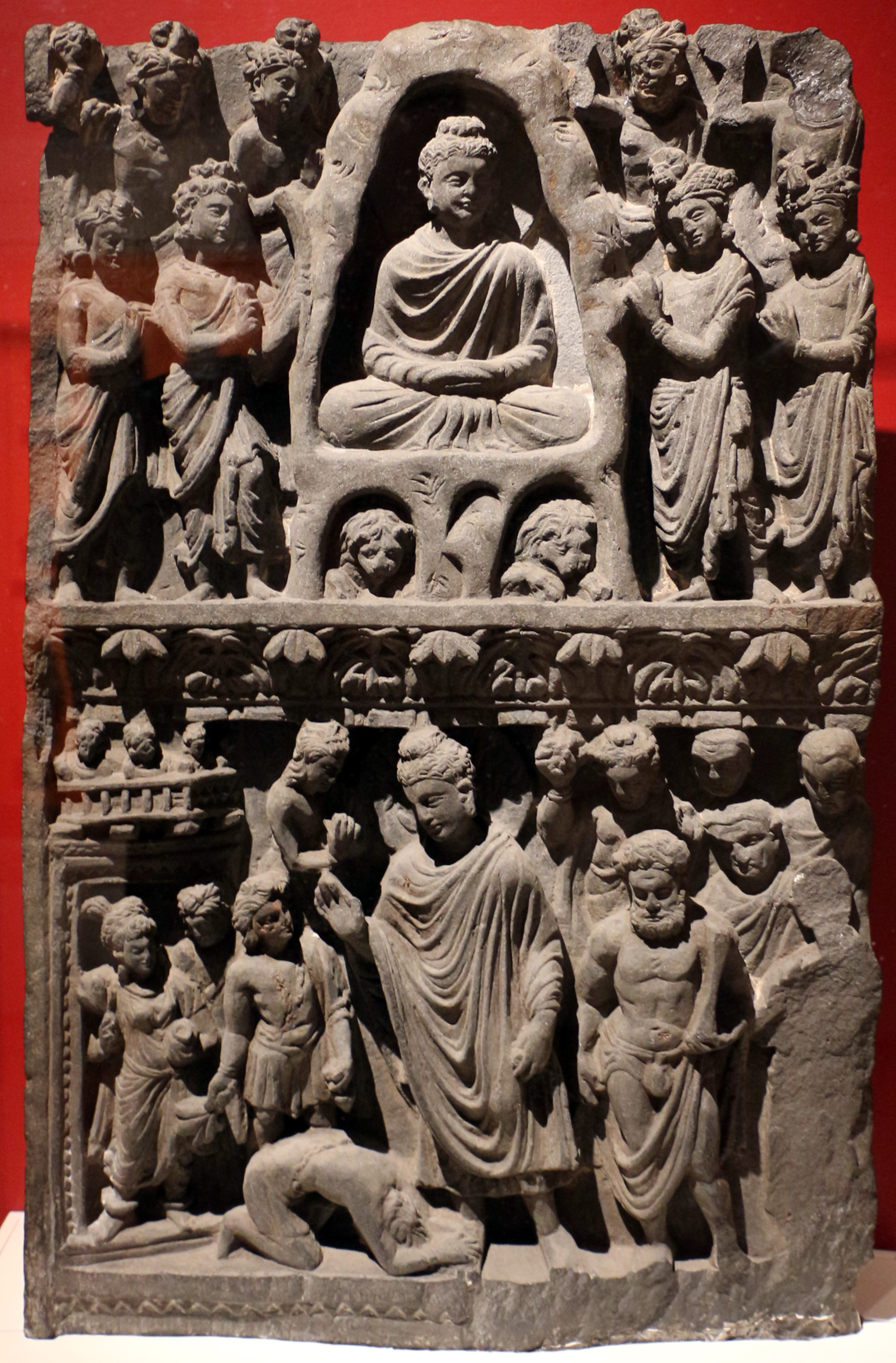
Relieve gandhariano que representa al bodhisattva (futuro buda) haciendo un voto a los pies del Buda Dipankara, Instituto de Arte de Chicago.

Durante sus discursos, a la hora de relatar sus experiencias como joven aspirante, Buda Gautama utiliza regularmente la frase "Cuando era un bodhisatta no iluminado..." El término, por tanto, connota un ser que está "destinado a la iluminación," o en otras palabras, una persona cuyo objetivo es llegar a estar plenamente iluminado. En el canon Pāli, el bodhisatta (bodhisattva) también se describe de igual forma como alguien que todavía está sujeto al nacimiento, la enfermedad, la muerte, el dolor, la contaminación y la ilusión. Algunas de las vidas anteriores de Buda como bodhisattva aparecen en los relatos Jataka.
Según el monje Theravāda Bhikkhu Bodhi, el camino del bodhisattva no se enseña en los primeros estratos de los textos budistas, tales como los Nikaya palis (y sus homólogos, como los Āgama chinos), que en cambio se centran en el ideal del Arahant.
La historia más antigua que se conoce sobre cómo el Buda Gautama se convierte en bodhisattva es la de su encuentro con el buda anterior, Dīpankara. Durante este encuentro, una encarnación previa de Gautama, llamada Sumedha, Megha o Sumati, ofrece cinco lotos azules y extiende su cabello o su cuerpo entero para que Dīpankara camine por encima, decidiendo que un día se convertirá en buda. Dīpankara confirma entonces que alcanzará la Budeidad. Los primeros autores budistas vieron esta historia como una indicación de que hacer una resolución (abhinīhāra) en presencia de un buda viviente y la predicción/confirmación de parte de éste sobre la futura budeidad son factores necesarios para convertirse en un bodhisattva. Según Drewes, "todos los modelos conocidos del camino a la budeidad se desarrollaron a partir de este entendimiento básico."
El camino se explica de forma diferente en las distintas escuelas Nikaya. En el Buddhavaṃsa Theravada (siglos I-II a. C.), tras escuchar la predicción, Gautama tardó cuatro asaṃkheyyas ("eones incalculables") y cien mil kalpas (eones) más cortos en alcanzar la budeidad.
La escuela Sarvāstivāda tenía modelos similares sobre cómo el Buda Gautama se convirtió en un bodhisattva. Sostenían que le llevó tres asaṃkhyeyas y noventa y un kalpas convertirse en buda tras su resolución (praṇidhāna) ante un buda anterior. Durante el primer asaṃkhyeya se dice que encontró y sirvió a 75 000 budas y a 76 000 en el segundo, tras lo cual recibió su primera predicción (vyākaraṇa) sobre su futura budeidad por parte de Dīpankara, lo que significa que ya no podía retroceder en el camino hacia la budeidad. Así, la presencia de un buda viviente es también necesaria para la escuela Sarvāstivāda. El Mahāvibhāṣā explica que su discusión sobre el camino del bodhisattva tiene en parte la intención de "detener a aquellos que de hecho no son bodhisattvas de llegar a presumir que lo son."
El Mahāvastu de las escuelas Mahāsāṃghika-Lokottaravādins presenta cuatro etapas del camino del bodhisattva sin dar tiempos específicos (aunque se dice que requiere varios asaṃkhyeya kalpas):
1. Natural (prakṛti), primero se plantan las raíces del mérito frente a un buda para alcanzar la budeidad.
2. Resolución (praṇidhāna), uno hace su primera resolución de alcanzar la budeidad en presencia de un buda.
3. Continuación (anuloma), uno sigue practicando hasta que se encuentra con un buda que confirma su futura budeidad.
4. Irreversible (anivartana), en esta etapa, ya no se puede retroceder.

### Theravāda posterior

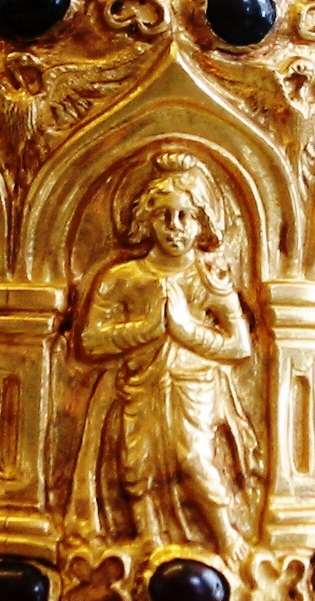
Probable imagen temprana de un bodhisattva (Relicario de Bimaran, 50 d. de C).

El comentarista ceilanés Dhammapala, en su comentario sobre el Cariyāpiṭaka, un texto que se centra en el camino del bodhisattva, señala que para convertirse en bodhisattva hay que tomar una resolución válida frente a un buda viviente, lo que confirma que es irreversible (anivattana) que uno alcance la budeidad. El Nidānakathā, así como los comentarios Buddhavaṃsa y Cariyāpiṭaka lo explicitan al afirmar que no se puede utilizar un sustituto (como un árbol Bodhi, una estatua de Buda o una estupa) para la presencia de un buda viviente, ya que solo un buda tiene el conocimiento para hacer una predicción fiable. Este es el punto de vista generalmente aceptado que se mantiene en el Theravada ortodoxo actual.
La idea es que cualquier resolución de alcanzar la budeidad puede ser fácilmente olvidada o abandonada durante los eones venideros. El monje birmano Ledi Sayadaw (1846-1923) explica que, aunque es fácil hacer votos de alcanzar la budeidad en el futuro por uno mismo, es muy difícil mantener la conducta y perspectivas necesarios durante los períodos en los que el Dharma ha desaparecido del mundo. Es fácil recaer durante tales periodos y por eso no se es verdaderamente un bodhisattva completo hasta que se recibe el reconocimiento de un buda viviente.
Debido a esto, era y sigue siendo una práctica común en el Theravada intentar establecer las condiciones necesarias para encontrarse con el futuro Buda Maitreya y recibir así una predicción suya. La literatura e inscripciones medievales theravadas reportan sobre aspiraciones de monjes, reyes y ministros de conocer a Maitreya con este fin. Figuras modernas como Anagarika Dharmapala (1864-1933) o U Nu (1907-1995) buscaron recibir una predicción de un buda en el futuro y creían que acciones meritorias realizadas por el bien del budismo les ayudarían en su esfuerzo por convertirse en bodhisattvas en el futuro.
Con el tiempo, el término llegó a aplicarse a otras figuras además del Buda Gautama en tierras theravada, posiblemente gracias a la influencia del Mahayana. La tradición theravada Abhayagiri de Sri Lanka practicaba el budismo mahayana y fue muy influyente hasta el siglo XII. Reyes de Sri Lanka fueron descritos a menudo como bodhisattvas, empezando al menos desde Sirisanghabodhi (r. 247-249), que fue famoso por su compasión, y que hizo votos por el bienestar de los ciudadanos y era considerado un mahāsatta (en sánscrito mahāsattva), un epíteto utilizado casi de manera exclusiva en el budismo mahayana. Muchos otros reyes de Sri Lanka entre los siglos III y XV también fueron descritos como bodhisattvas y sus deberes reales estaban a veces claramente asociados a la práctica de las Diez Pāramitās. En algunos casos, afirmaron explícitamente haber recibido predicciones sobre su budeidad en vidas pasadas.
El bhikkhu y académico theravada Walpola Rahula afirmó que el ideal del bodhisattva se ha considerado tradicionalmente más elevado que el estado de un śrāvaka no solo en el budismo mahayana sino también en el theravada. También cita al rey de Sri Lanka del siglo X, Mahinda IV (956-972 d. C.), que tenía inscritas las palabras "sólo los bodhisattvas se convertirán en reyes de una Lanka próspera." entre otros ejemplos.

Pero el hecho es que tanto el Theravada como el Mahayana aceptan unánimemente el ideal del bodhisattva como el más elevado... Aunque el Theravada sostiene que cualquiera puede ser un bodhisattva, no estipula ni insiste en que todos deban ser bodhisattva, lo que se considera poco práctico.
Walpola Rahula, Bodhisattva Ideal in Buddhism

Jeffrey Samuels se hace eco de esta perspectiva, señalando que mientras que en el budismo mahayana el camino del bodhisattva se considera universal y para todos, en el theravada está «reservado para ciertas personas excepcionales, y apropiado por ellas». Paul Williams escribe que algunos maestros de meditación theravada modernos de Tailandia son considerados popularmente como bodhisattvas.

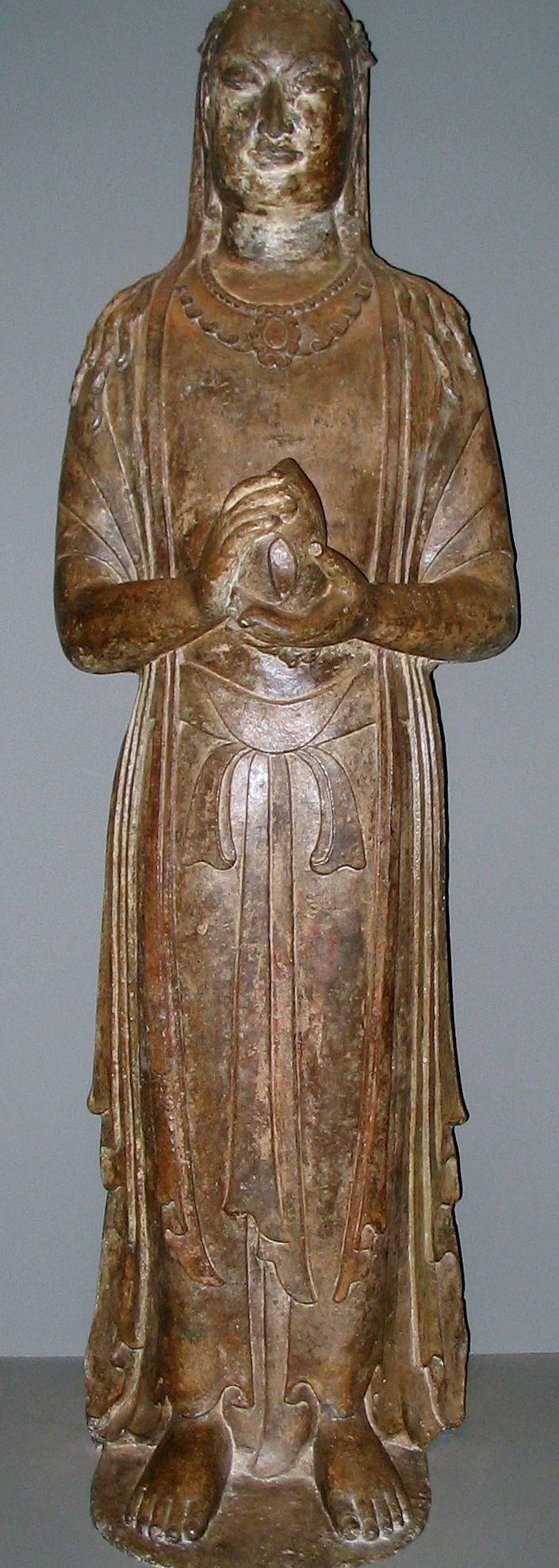
Esta estatua de un bodhisattva, hecha en caliza, fue probablemente esculpida en Henan alrededor de 570, durante la dinastía Qi Septentrional.

## En el budismo Mahāyāna
El budismo mahāyāna (a menudo también llamado bodhisattvayāna, o el «vehículo del bodhisattva») se basa principalmente en el camino de un bodhisattva. Tal camino se consideraba más noble que el de convertirse en un arhat o en un buda solitario. Según David Drewes, «los sutras mahayana describen unánimemente que el camino comienza con el primer surgimiento de la idea de convertirse en un buda (prathamacittotpāda), o el surgimiento inicial de la bodhicitta, típicamente eones antes de que uno reciba por primera vez la predicción de un buda, y aplican el término bodhisattva a partir de tal punto».
El sūtra Aṣṭasāhasrikā Prajñāpāramitā, uno de los primeros textos mahayana conocidos, incluye una definición simple y breve para el término bodhisattva, que constituye también la primera definición mahāyāna conocida del término. Esta definición se da de la siguiente manera: «Porque tiene como objetivo el bodhi, un bodhisattva-mahāsattva es así llamado».
El Aṣṭasāhasrikā también divide el camino en tres etapas. La primera etapa es la de los bodhisattvas que "parten por primera vez en el vehículo" (prathamayānasaṃprasthita), luego está la etapa "irreversible" (avinivartanīya) y finalmente la tercera, "ligada a un nacimiento más" (ekajātipratibaddha), en el sentido de estar destinado a convertirse en un buda en la próxima vida. Drewes también señala que:
Cuando los sūtras mahāyāna presentan historias sobre el surgimiento por primera vez de la idea de alcanzar la budeidad en budas y bodhisattvas, invariablemente lo representan teniendo lugar en presencia de un buda, lo que sugiere que compartían con todas las tradiciones nikāya conocidas el entendimiento de que esta es una condición necesaria para entrar en el camino. Además, aunque a menudo no hay claridad sobre este hecho clave en los estudios, aparentemente nunca invitan a nadie a que se convierta en un bodhisattva ni presentan ningún ritual u otros medios para hacerlo. Al igual que los textos nikāya, también consideran que el estatus de los bodhisattvas nuevos o recientes carece en gran medida de importancia. El Aṣṭasāhasrikā, por ejemplo, afirma que hay tantos bodhisattvas como granos de arena en el Ganges que se apartan de la búsqueda de la budeidad y que de los incontables seres que dan lugar a la bodhicitta y progresan hacia la budeidad, solo uno o dos llegarán al punto de convertirse en irreversibles.

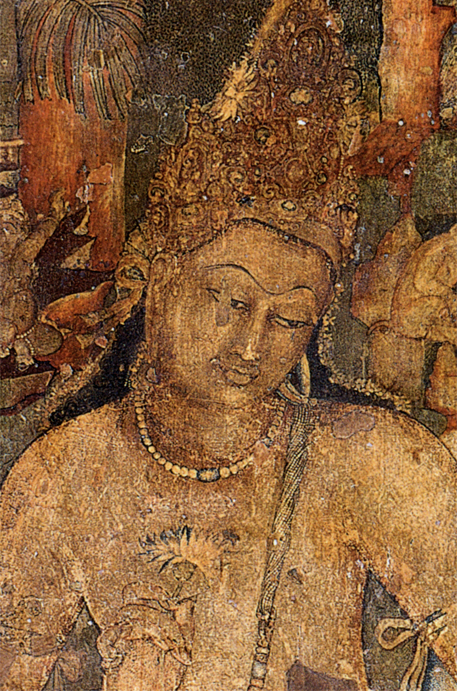
Mural de Padmapani en las cuevas de Ajanta. India, Siglo V

Drewes también añade que en las escrituras budistas tempranas como el Aṣṭasāhasrikā tratan con desprecio a los bodhisattvas que empiezan (ādikarmika) o que "no llevan mucho tiempo en el [gran] vehículo," describiéndolos como "ciegos," "poco inteligentes," "perezosos" o "débiles." Las primeras obras del Mahayana los identifican con aquellos que rechazan el mahayana o lo abandonan, y se cree que es probable que se conviertan en śrāvakas (los que están en el camino del arhat). Más que animarles a convertirse en bodhisattvas, lo que hacen los primeros sutras del Mahayana como el Aṣṭa es ayudar a los individuos a determinar si ya han recibido una predicción en una vida pasada, o si están cerca de este punto. El Aṣṭa describe una variedad de métodos, incluyendo formas de rituales o adivinación, métodos que tratan de los sueños y diversas pruebas, especialmente pruebas basadas en la reacción personal al escuchar el contenido del Aṣṭasāhasrikā mismo. El texto afirma que encontrar y aceptar sus enseñanzas significa que uno está cerca de recibir una predicción y que si uno no se "encoge, acobarda o desespera" ante el texto, sino que "lo cree firmemente", se es irreversible. Muchos otros sutras mahayana, como el Akṣobhyavyūha o el Śūraṃgamasamādhi Sūtra, presentan enfoques textuales para determinar el estatus personal como bodhisattva avanzado. Consisten principalmente en la actitud personal hacia escuchar, creer, predicar, proclamar, copiar o memorizar y recitar los sutras. Según Drewes, esta afirmación de que el mero hecho de tener fe en los sūtras mahāyāna significaba que uno era un bodhisattva avanzado, suponía una desviación de las perspectivas nikaya previas sobre los bodhisattvas. Creó nuevos grupos de budistas que aceptaban el estatus de bodhisattva de los demás.
Mientras que en el budismo theravāda el significado se ciñe a esa importancia biográfica, unos 400 años después, con el surgir del movimiento budista mahāyāna, aparecerá una interpretación mucho más radical del término. El mahāyāna le otorgará un carácter heroico que será principal para poder diferenciarse como movimiento. En el mahāyāna, el bodhisattva se convertirá en un ideal de vida al cual todo seguidor budista aspirará. Adquirirá también un significado universalista con el que existirá el objetivo de una liberación universal que incluya a todos los seres vivos. Esta idea universalista será fundamental en este tipo de budismo en toda su historia. 
Un bodhisattva es alguien comprometido en reducir el sufrimiento de los otros. Al examinar el dilema de la humanidad, el bodhisattva reconoce que no podemos esperar a que mejoren las condiciones externas negativas hasta que hayamos transformado las mismas condiciones en nosotros mismos. Al cultivar nuestras cualidades inherentes como el amor y la compasión, podemos despertar lo que en sánscrito se llama bodhi o la gran mente, la fuente de todas las cualidades positivas, aquella que realza la efectividad y profundidad de nuestro trabajo siendo mucho más poderosa que nuestra mente común. 
El principio del bodhisattva es esencialmente importante para los tibetanos. La idea del sacrificio forma parte de este principio. Según Sangharakshita, los tibetanos creen que actualmente hay personas que viven en este mundo y haciendo un gran sacrificio con ello, pues han decidido darle la espalda al nirvana (un estado de divinidad; justo lo opuesto al mundo terrenal)  para regresar a la Tierra y ayudar a la raza humana a evolucionar cada vez más hasta alcanzar la iluminación. Incluso creen identificar a algunas de estas personas, llamadas bodhisattvas, y entre ellos identifican a los dalái lama. También algunos sumos sacerdotes de la Antigüedad.
A lo largo de la historia del mahāyāna, muchos bodhisattvas famosos, tanto míticos como reales, llenarán su panteón sacro.
Alrededor del ideal del camino del bodhisattva surgirán escrituras sagradas, compromisos especiales o votos y clasificaciones y graduaciones en lo que se conoce como camino del bodhisattva. Iconográficamente, los más representados son aquellos apareciendo alrededor de la vida del propio Buda. Siempre ejemplifican características importantes para el seguidor budista.  
Los más importantes bodhisattvas son Avalokiteśvara, Manjusri, Mahasthamaprapta y Samantabhadra. El más popular es Avalokiteśvara, el bodhisattva de la compasión. Históricamente, fue un discípulo de Buda. Con el transcurrir de los siglos pasó a ser representado en diferentes maneras y sexos en distintos países. En China es conocido como Guānyīn, en Japón como Kannon y en el budismo de los Himalayas como Chenrezig.